# Oleksandrivka (Ocna), Bârzula
Oleksandrivka (în ucraineană Олександрівка) este un sat în comuna Ocna din raionul Bârzula, regiunea Odesa, Ucraina.

## Demografie
Componența lingvistică a localității Oleksandrivka
     Ucraineană (90,96%)
     Rusă (5,65%)
     Română (3,39%)
Conform recensământului din 2001, majoritatea populației localității Oleksandrivka era vorbitoare de ucraineană (90,96%), existând în minoritate și vorbitori de rusă (5,65%) și română (3,39%).